# واحة العبا
واحة العبا أو واحة أفنان هي إحدى الواحات الأثرية بمحافظة القطيف، في المنطقة الشرقية من المملكة العربية السعودية. كانت واحة العبا حاضرة قرية أم الساهك، تقع شمالها بمساحة تقدر بـ 950 كيلومتر مربع.

## التسمية
ذكرت في الكتب التاريخية بأكثر من اسم، فمنها: الأعباء، العباء والعب. ويُعتقد أن أصلها كلمة الأعباء تصحيف الأعباء، بالباء التي كثيراً ما يقع التصحيف بينها وبين النون. ثم سهل الهمز فقيل العبا. مثل تخفيف العامة فيسمون «الحمر» و«العور» في الأحمر الأعور. وهكذا في الكلمات المهموزة.

## التاريخ

### عصر صدر الإسلام
كان أول المتحدثين بها المسعودي ذكرها باسم «أفنان» وقال: «أفنان ماء ونخل [...] أراد العباس بن عمرو الغنوي نزولها، وذلك عند ارتحاله من الماء المعروف بالأعباء. فسبقه أبو سعيد إلي بالماء، وطول هذه السبخة سبعة أميال، وبينها وبين البصرة سبعة أيام، وهي على بعد يومين من ساحل البحر» ويستكمل المسعودي قائلاً: «وهي القطيف، وبين القطيف وبين البحر ميل، ولها مدينه على الساحل يقال لها عنك».
ذكرها ياقوت الحموي فقد قال: «العباء، بالفتح، ثم السكون، وياء موحدة، وألف ممدودة؛ اسم لسبخه معروفة بناحية البحرين بحذاء القطيف على سيف البحر فيها حجارة ملس سميت بذلك لأنه لعب فيها كل واد سال، والنسبه إليها لعباني كالنسبة إلى صنعاني، وتنسب إليها الكلاب فيقال كلاب لعبانية».

وقال المزرد بن ضرار:
وعالا وعاما حين باعا باعنز

وكلبي لعبانية كالجلامد
وقال المهلبي: «قوله لعبانية نوقاً شبهها بصلابتها بحجارة اللعباء. والعباء أيضا ماء سماء في حزم بني عوال جبل لغطفان في الحجاز، وهناك أيضا السدو وهو ماء سماء»

قال كثير:
فاصبحن باللعباء يرمين بالحصى

مدى كل وحشي لهن ومستحي
وقيل: العباء أرض غليظة بأعلى الحمى لبني زياد، وإياها عنى حميد بن ثور الهلالي بقوله:
إلى النير فاللعباء حتى تبدلت

مكان رواغيها الصريف المسدما
والعبا بدون همزة، بالضم ثم السكون، والياء موحدة، فعلى من اللعب قصور: هو موضع في ديار عبد القيس بين عمان والبحرين. «عن الحازمي».

## الموقع الجغرافي
موقع واحة العبا مُختَلف فيه، إلا أن الأرجح أنها تقع على بعد 8 كيلومترات شمال شرق من بلدة أبو معن الواقعة في الشمال الغربي من حاضرة أم الساهك حالياً. كانت أحد فروع الخليج العربي، إلا أنه بعد طمر الرمل لهذا الفرغ، تحول بمرور الأيام إلى منجم ملح (أو سبخة). وكان هذا المنجم ذو إنتاجية حتى بداية السبعينات من القرن العشرين. كما تقلصت المنطقة الفاصلة بينهما بسبب الزحف السكاني، وتحولت إلى أراضٍ سبخة، وصحارٍ، وقليل منها تحول إلى مزارع للأهالي المحليين.
بينما على الوجه الآخر، يُعتَقد أنها تقع بجوار سبخة طويلة قريبة إلى البصرة. وعَدَّها حمد الجاسر من قرى الجبيل الجنوبية غربي سبخة الرياس الممتدة إلى قرب القطيف. ويمر بها الطريق المتجه إلى الجبيل القديم المار بالدريدي الواقع في سواد القطيف، وسبخه الرياس تفصل بينها وبين الساحل، ويمر بها خط أنابيب النفط الممتد من القطيف إلى القيصومة (المعروف بخط التابلاين). ذكرها الجاسر قائلاً: «في خبر آبي سعيد القرمطي مع العباس بن عمرو الغنوي سنه 287هـ الذي أرسله المعتضد للقائه من البصرة فكانت الواقعة بالسبخة المعروفة بالأعباء، فسبقه إلى الماء، وطول هذه السبخة سبعه أميال وبينها وبين البصرة سبعة أيام وهي على يومين من ساحل البحر وهي القطيف، وبين القطيف وبين البحر ميل، ولها مدينة على الساحل يقال لها عنك.»

## قرى الواحة

### أبو معن
تعد بلدة أبو معن من أحياء المنازل القديمة التابعة لواحة العبا، في الجاهلية. وبعد الإسلام، أصبحت من محطات الحجاج القادمين من شمال شرق الجزيرة العربية.ويظن أنها المكان الذي كان به هزيمة الجيش العباسي على يد القرامطة. ويُرجَّح أنها كانت من المواقع المحصنة، حيث وجد في الشمال الغربي منها، العديد من كسر الفخار التي تعود إلى العهد القرمطي، كما وجد في إحدى المزارع بعض أساسات لجدران قديمة.

### الرويحتان
ومن القرى الأخرى التابعة لها أيضاً الرويحتان الشمالية والجنوبية، اللتان أصبحتا فيما بعد بلدةً واحدةً بسبب انضمام المنازل مع بعضها. يفصل بين الرويحتين وأبو معن الطريق القادم من أم الساهك. والرويحة: هي تصغير راحة. الراحة: باطن الكف، بينما يرى آخرون أن الاسم مشتق من الرواح أو من الاستراحة، وكذا الراحة والروح أيضاً والريحان. وقد عدها المؤرخ محمد سعيد المسلم من قرى القطيف. تقع جنوب أبو معن.

### سعادة
سعادة أو تلفظ محلياً بالتصغير اسعيده، هي قرية تقع في الشمال الغربي من العبا وقد امتحت كامل معالمها الأثرية. بما في ذلك العين الشهيرة بها «عين اسْعادة». وهي سبخه تقع في الشمال الغربي من منطقة القطيف غرب أم البردي، وفي طرفها الشمالي الغربي ما يدعى سعادة أيضاً. عدَّها المستشرق الإنجليزي لوريمر من المياه البيضاء، وذكر إنها في الجنوب الغربي من الجراري بنحو 14ميلاً.

### أم البردي
قرية تقع في الشمال الغربي من العبا بينهما ما لا يقل عن 6كم. ذكرها المؤرخ حمد الجاسر: «أم البردي أرض بين سبختي الرياس شرقاً وسعادة غرباً في منطقة القطيف. وفي طرفها الشمالي مَنهلٌ يدعى أم البردي». ويعتقد أنها كانت أرضاً عامرة قبل أن تصبح سبخةً.

### مقلة
تقع قرية مقلة جنوب شرق العبا ويفصل بينهم أبو ادريجة، بالتصغير كما ينطقه أبناء المنطقة شمال شرق. ويُطلق عليها أيضاً اسم جزيرة مقلة؛ لكونها واحة خضراء تحيط بها الرمال من كافة الجهات. مع اتساع المزارع فيها واعتمادها على الآبار الارتوازية للري اندمجت أرضا أبو ادريجة ومقلة.

### أبو الهيل
تقع قرية أبو الهيل شمال غرب مقلة في حدود (3.5كم) وهي الآن صحراء كان بها عين ماء ويغلب عليها حالياً السباخ كما يوجد بها بعض أحراش من النخيل.

### الصبيغاوي
تقع قرية الصبيغاوي على بعد 2 كيلو متر غرب أبو معن، وقد كان بها اساسات جدران لمباني. وجد لها العديد من كسر الفخار فوق بعض التلال الرملية شمال وشرق العين وفي الأماكن المنبسطة حول التلال. تطابقت كسريات الفخار مع مع فخاريات ثاج ومناطق جنوب شرق الجبيل. استخرج من الأرض حجران كان عليهما رسومات وخطوط. يقدر طول الواحدة بين 50-60 سم، وعرض يتراوح بين 20 - 25سم وسمك 5 سم تقريباً، وعند تنظيف عين الصبيغاوي استخرجت الكثير من قطع الفخار بعضها ملون وبعضها عليه نقوش.

### الدريدي
هي قرية ذات نخل تقع على مقربة من أم الساهك وتبعد عن صفوى 10كم. تقع القرية في حزم (أي مكان مرتفع) فتسمى أحياناً حزم الدريدري وهي ذات نخل غربي تبعد بنحو عشرة اكيال عن منطقة القطيف. تقع الدريدي جنوب غرب حاضرة أم الساهك في حدود 5 كيلومترات. وقد محت الأتربة كل معالمها بفعل الرمال الزاحفة عليها. وقد وجد فيها كم كبير من كسرات الفخار الأثرية في المنازل والمزارع التي تحرث على مدار العام، وعلى وجه الخصوص في الشمال الغربي والشمال الشرقي.
تعود تسميتها إلى دُرَيْد: وهو تصغير دردور، والدردور أحد المناطق البحرية العميقة التي تجيش مياهها ويخشى الغرق فيها. وجمع دردور: درادير، والدردور أو الدرادير البحرية يعرفها من يمتهن البحر، لذا يتحاشون المرور بها والدخول فيها، والدردور البحري موضع فيه الماء كالرحى الدوار الذي يبتلع المركب المائي. يُعتقد أن اسم القرية مشتق من دردور الأتربة التي ترتفع أثناء اشتداد الرياح، حيث تأخذ الأتربة بالدوران عالياً حول نفسها مكونة عموداً قد يصل في ارتفاعه إلى أمتار. ويرى آخروون أنها سميت بالدريدي نسبة إلى دريد، وهو من أسماء الأعلام العربية.

### حزم أم الساهك
ويقع غرب واحة القطيف بقرب أم الساهك، غربها، ويسمى حزم أم الساهك، وحزم صفوى لقربه منها. يحتل حزم أم الساهك تلة ترتفع قليلاً عن حاضرة أم الساهك، والحزم هو الأرض المرتفعة عن مستوى أرض البلدة القريبة منه. وأرضه قد تكون حجارة مخلوطة بالرمال، أو صخور طينية كما هو الحال بالنسبة إلى حزم صفوى. وفي منطقة القطيف يذكر ثلاثة حزوم رئيسية هي:
حزم صفوى وحزم أم الساهك وحزم الدريدري، والبعض يطلق على أبو معن اسم حزم أيضاً، وقال ياقوت الحموي: (انه يوجد في جزيرة العرب الكثير من الحزوم وذكر منها حوالي - خمسة عشر حزماً).

### أم الساهك
كانت أم الساهك قبل عام 1958م (الموافق 1379هـ) تتكون من بعض الأحياء المتقاربة، تفصل زرانيق ضيقة البيوت عن بعضها بعضاً. وتحيط بها بساتين النخيل من كافة أضلاعها الأربعة، وتمتد من المسورة وبضع أحياء أحدها شمال شرق يأخذ للشرق أكثر من الشمال، وواحد جنوب غرب واخر يمتد جنوباً شرقياً وهو يلي المسورة من حيث الحجم، وستة آخرين جنوب الحي الثالث. وقد أنشئت جميعها بعد قدوم بعض الاسر العربية البدوية مثل الخوالد إليها. استمر توسع البلدة جنوباً أكثر منه شمالاً وشرقاً وأصبح عددها حوالي ثمانية أحياء بين صغير وكبير. كما زاد اتساعها خاصة بعد اكتشاف البترول.

### صفيرا
تقع قرية صفيرا شرق الحاضرة، ويُعتقد أن اسمها الأصلي كان «صفدا». بقرية صفيرا عين ماء مشهورة في المنطقة وهي مستقلة بذاتها. وفي الشمال منها يقع المقيطع الذي بدوره قسم إلى قسمين شرقي وغربي بفضل طريق الجبيل السريع، وهي من المناطق الماهولة بالسكان.

### صبغة
صبغة أو سبخة الملح هي قرية كانت منجماً للملح. وفي شمالها الغربي بعض أحراش النخيل وتلال رملية تُعد امتدادا لمنطقة الجزيرة الواقعة جنوب شرق العبا. وفي الشرق منها تقع منطقة البمبري، الذي شطر بدوره إلى قسمين شرقي وغربي بواسطة طريق الجبيل الدمام السريع أيضاً، والسبخة: هي الأرض التي تكثر في تربتها الأملاح، وتكون رطبة لوقوعها غالبا قرب السواحل، والمواضع المنخفضة التي تتجمع فيها السيول[27]. وتنتشر السبخات في المنطقة الشرقية على امتداد شاطئ البحر. ويعتقد أن اسمها الأصلي كان (صبغة) وليس سبخة.

### المقطع
المقطع (وذُكر في سجلات شركة أرامكو السعودية بالمقيطع) يقع جنوب شرق البمبري شرق جنوب سبخة الملح، وسمي بالمقطع: لأن المياه الزائدة عن حاجة مزارع النخيل شمال الحاضرة وكذلك عيونها تسيل فيه من الجنوب إلى الشمال، حتى تصب في سبخة الملح أخيراً.

### السراوي
السراوي أو السروات هي ثلاث سروات تقع جنوب من قرية المقطع. وهي: سرات الجزيرة، وسرات الزابوقة وسرات دجين. وقد وردتفي مصور أرامكو لعام 1964م-1384هـ.

### أبو شميلة
تقع قرية أبو شميلة في الشمال الشرقي من قرية صبغة الملح. وهي من المناطق القديمة بالمنطقة، وقد اندثرت أغلب آثارها. التي من أبرزها أعينها المشهورة بعذوبة مائها وغزارته. أسماها الشيخ الجاسر «أبو سيلة» وذكر أنها (من مياه منطقة القطيف، شمال صفوى بنحو ستة أميال). عن كتاب دليل الخليج. كانت تنتج محاصيل وفيرة من الثمار إضافة إلى أشجار النخيل. أخذت تسميتها من «أبو شميلة» وهي اسم محلي لحشرة زاحفة، وقد سميت أيضاً (أبو ثيلة) على اسم عين فيها. حيث كانت ثيلة عينَ ماءٍ قديمةٍ تغطيها الرمال. ووجد في أحد تلال أبو شميلة أعداداً كبيرةً من القطع الفخارية البيضاء والملونة بألوان مختلفة ومقابض وأحجار ملتصقة ببعضها بواسطة مادة الجص التي استدل بها على أنها بقايا لجدران أبنية مندثرة.

### الخترشية
الخترشية هي من البلدات الواقعة في الجنوب الشرقي من الواحة. وفي الشمال منها تقع وحدة دخيخينات وشمالها الشاهين. وفي الغرب وحدة المرسان أو المرصان. تقع الخترشية في الجنوب من حزم أم الساهك مباشرة، يفصل بينهما الشارع الذاهب إلى أبو معن. ويُعتقد أن اسمها مأخوذ من خَتْرَشَ يُخَتْرِشُ خَتْرَشَةً، والخترشة هو صوت احتكاك سعف النخيل بسبب الريح الدائمة الهبوب على البلدة وتقارب النخيل. بينما يرى المؤرخ الجاسر أن اسمها الأصلي هو «الخرشنة» والقول بخترشية ما هو إلا تحريف للخرشنة. وقد ورد هذا الموضع ورد في أرجوزة وهب بن جرير الجهضمي في وصف الطريق بين الطنب وماوية، وأنه ومن معه ساروا من الخرشنة حين بدا الصبح، وأنهم عاشوا في الطنب. قال بعد ذكر مسيرهم من ماوية بعد صلاة العتمة (صلاة العشاء):
ثم استمرت كي توم الخرشنة
محمودة لدا الكلال محسنة
ثم استمرت والمطايا خضع
تعنق مرات ومرة توضع
فعرسوا وهوموا فوقا
كيما تريح الأنيق العتاقا
حتى إذا بدا للركب ثاروا

وثارت كالحسام الغضب

### ناضرة
ناضرة هي قرية في الغرب الشمالي من حزم أم الساهك. ومن المناطق التي كانت مأهولة فيها، السعلول والسدرة الواقعتين غرب جنوب الخترشية والسوادة، وبعض الوحدات السكنية القديمة، اندمجت مع مناطق قريبة منها فصعب التمييز فيما بينها، بسبب طغيان اسم أحداهما على الأخرى والبعض منها ضمتها مزارع النخيل والعمران في المنطقة. ناضرة اسم يُطلق على المكان الذي يغلب على أرضه الرمال. ويرى مؤرخون أن أصلها «ناظرة» وليس «ناضرة» مُذكرها: «ناظر» ثم حرفت إلى «ناضرة». و«الناظر» هو المراقب. وقد تكون أيضاً مشتقة من البهاء أي الجمال الذي يتغنى به.

### ضمير
ضمير أو ضميره أو ضميرا وتُنطق أيضاً ظميرا أو اظميرا هي قرية تقع غرب عوينة ابن دلهان، وبها عين ماء كانت تجري سيحاً. اختفت آثار القرية تماماً ذكرها ياقوت الحموي في (بلاد الشام) و (من أعمال عُمان).

### الضبية
الضبية هي سبخة تقع غرب القطيف، ممتدة شمالاً إلى محاذاة «رأس أبو مريخة» غرب سبخة الرياس، جنوباً إلى محاذاة الظهران وهي من أطول السبخات. يُرجح أن تسميتها بالضبية منسوبة إلى حيوان الضب. بينما يرجح آخرون أن أصل التسمية كان في الأصل ظبية قلبت ظاؤها إلى ضاء.

### الكاظم
الكاظم كانت ممن القري التي غابت تحولت إلى سباخ بسبب قربها من الساحل وزحف رمال الصحراء عليها. والكاظم جمعها كواظم: من الأسماء التي أطلقها الساسانيون على بعض المناطق في غرب الخليج العربي وسوق اليماني شمال الضبية والسدرة وأبو همزة. وهذه المناطق امتداد إلى منطقة المزار.

## الأدب والثقافة الشعبية
أهل العبا شجرة في ظلها الكونين
واصلها المصطفى ذاك النبي الزين
يا قائل المدح بالله قول فيم زين
كثر صلاتك على محمد والله موفي الدين
أهل المديني والخطي والبحرين
فيكم من يفاخر دينا ومنين